# Взрыв автобуса на площади Давидка
Палестинский террорист-смертник взорвал 11 июня 2003 года гражданский автобус компании «Эгед» маршрута № 14-А на площади Давидка в центре Иерусалима. В результате теракта погибли 17 человек, а более 150 получили ранения. Ответственность за теракт взяла на себя группировка «ХАМАС».

## Теракт
Около 17:30 в среду, 11 июня 2003 года, палестинский террорист-смертник, одетый как ортодоксальный еврей, сел в автобус № 14а на остановке рынка Махане Иегуда на Яффской дороге. Автобус ехал из пригородного района Бейт Хакерем по направлению в район Тальпиот. На площади Давидка террорист привёл в действие взрывное устройство, содержащее большое количество металлической шрапнели, рассчитанное на максимальное количество жертв. В середину автобуса террорист не прошел, так как он был переполнен, и взорвал себя вблизи водителя. В момент взрыва автобус был на ул. Яффо, 77, на той же улице палестинские террористы двумя годами ранее уже взрывали пиццерию. Мощность бомбы была равна примерно 30 килограмм тротила и автобус разорвало на несколько частей.
В результате теракта в автобусе погибли 17 человек, более 150 получили ранения, включая десятки прохожих.

## Последствия
В ХАМАСе признали, что это они совершили террористический акт.
Вскоре после атаки на гражданский автобус террористами ХАМАСа израильские вертолёты выпустили ракеты по движущейся машине в анклаве Газы, в которой были два высокопоставленных члена ХАМАС и ещё ряд других. Все шесть пассажиров машины были убиты, включая тогдашнего главаря бригады «Изз ад-Дин аль-Кассам» ХАМАСа Тито Масуда.
Были поданы иски против Arab Bank, NatWest и Crédit Lyonnais за передачу денег ХАМАСу.

## Жертвы
Погибли 17 человек:
1. Тамар Бен-Элиаху, 20 лет
2. Бат-Эль-Охана, 21 год
3. Рой Элираз, 22 года
4. Янив Обаед, 22 года
5. Цви Коэн, 39 лет
6. Алан Бир, 46 лет
7. Евгения Берман, 50 лет
8. Зиппора Песахович, 54 года
9. Анна Оргаль, 55 лет — троюродная сестра посла США[12]
10. Хайле Абраха Хоки, 56 лет, иностранный рабочий из Эритреи
11. Бьянка Ривка Шихрур, 62 года
12. Яффа Муалем, 65 лет
13. Малка Султан, 67 лет
14. Эльза Коэн, 70 лет
15. Мириам Леви, 74 года
16. Бертин Тита, 75 лет
17. Александр Казарис, 77 лет

Ранено минимум 153 человека, более 50 попали в больницу. Среди раненых — 29-летняя Сарри Сингер, дочь сенатора США Роберта Сингера.

## Память
Была создана табличка со списком имён жертв нападения.